# Marcela Pezet
Marcela Pezet Batiz (Ciudad de México, 23 de abril de 1973) es una actriz y conductora mexicana. Ha trabajado en producciones de Televisa, TV Azteca y Venevisión.

## Biografía
Participó en la Chica TV México 1993 representando al Estado de Morelos, en telenovelas, hizo su debut en 1994 en Agujetas de color de rosa, después participó en Canción de amor, protagonizada por Lorena Rojas y Eduardo Capetillo.
Protagonizó la serie Mi generación entre 1997 y 1998, donde interpretó a la insoportable Deborah y meses después de terminar esta serie participó en la telenovela Preciosa, a lado de Irán Castillo y Mauricio Islas, siendo esta su última telenovela en Televisa.
Al igual que Héctor Soberón, ingresó a TV Azteca en enero de 1999 y ambos comenzaron las grabaciones de la telenovela Marea brava, al terminar participó como conductora en el programa Domingo Azteca, con el también actor José Ángel Llamas.
En 2000, se traslada a Miami para antagonizar La revancha de Venevisión, donde compartió créditos con Danna García y Jorge Reyes.
En 2003, participó en Te amaré en silencio de la cadena Univision.
En 2011, regresó a TV Azteca para participar en la telenovela Emperatriz, junto a Gabriela Spanic y Bernie Paz.

## Filmografía
- Emperatriz (2011) ... Isabel Cristina Andueza
- Te amaré en silencio (2003-2004) ... Matilde
- La revancha (2000) ... Isabela Ruiz
- Marea brava (1999) ... Sofía
- Preciosa (1998) ... Lorena Morantes
- Mi generación (1997) ... Deborah
- Canción de amor (telenovela) (1996) ... Suzy
- Agujetas de color de rosa (telenovela) (1994-1995)